# Vainilla Tonameca
Vainilla Tonameca är en ort i Mexiko.   Den ligger i kommunen Santa María Tonameca och delstaten Oaxaca, i den sydöstra delen av landet, 500 km sydost om huvudstaden Mexico City. Vainilla Tonameca ligger 21 meter över havet och antalet invånare är 124.
Terrängen runt Vainilla Tonameca är varierad. Havet är nära Vainilla Tonameca söderut.  Närmaste större samhälle är Escobilla, 3,9 km väster om Vainilla Tonameca. 